# Athene noctua
Athene noctua là một loài cú trong họ Cú mèo. Chúng sống phần lớn ở vùng vùng ôn đới và những phần ấm hơn của châu Âu, châu Á về phía đông đến Hàn Quốc, và đến phía bắc của châu Phi. Đây là loài bản địa của Anh và được du nhập đầu tiên vào năm 1842 và hiện được tự nhiên hóa ở đây.

## Hình ảnh

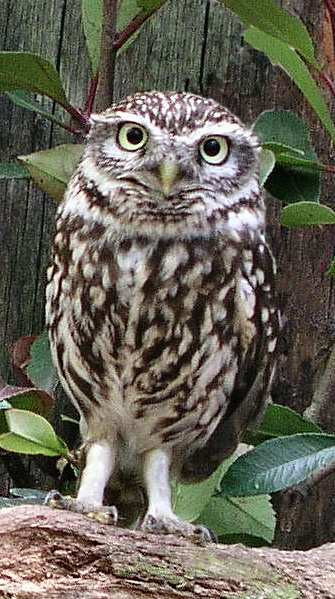
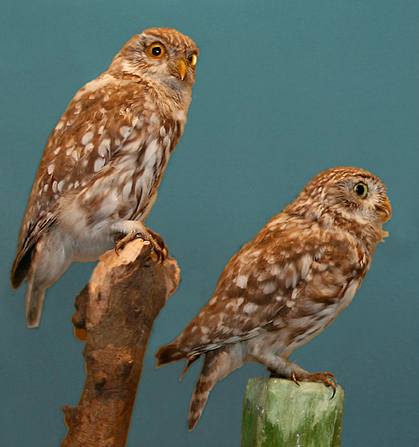
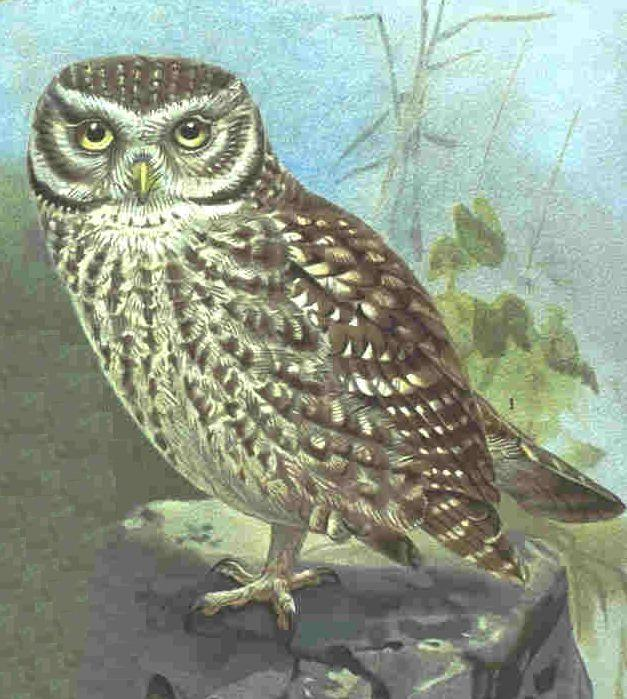
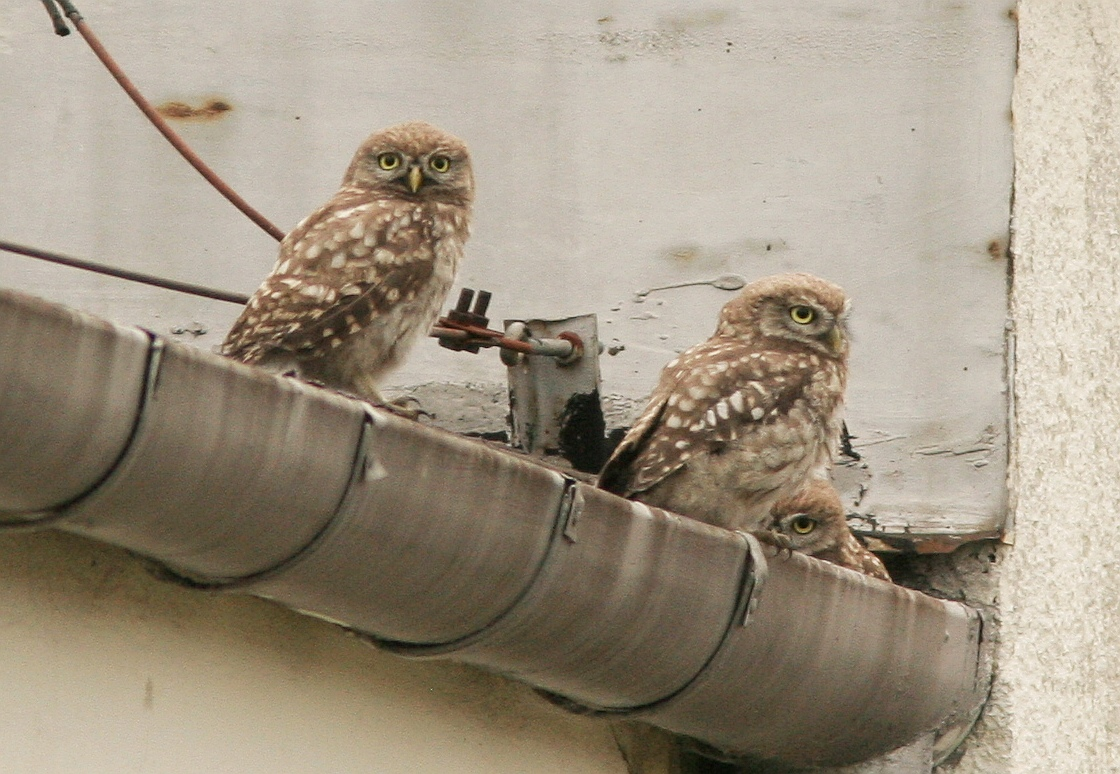
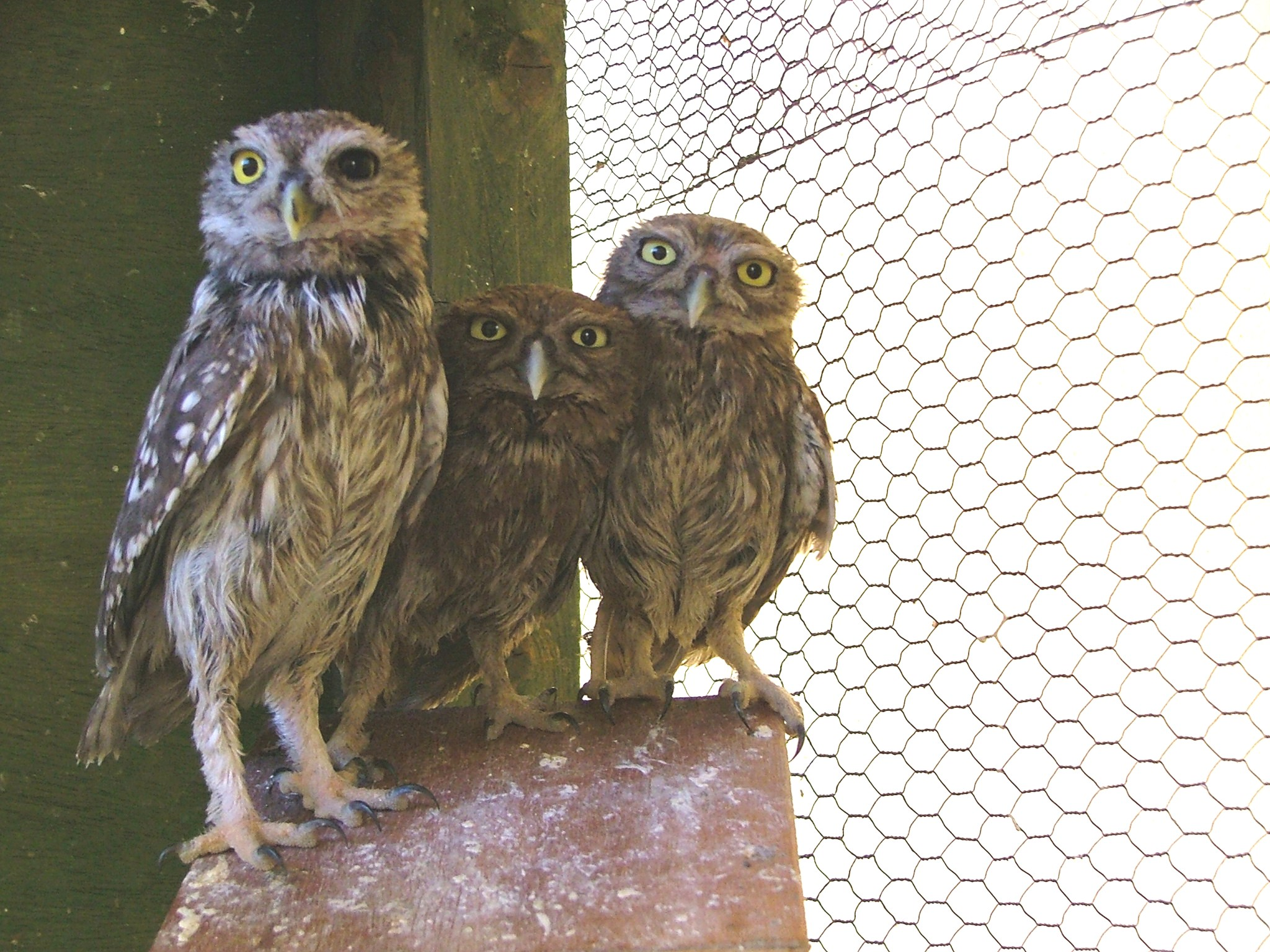
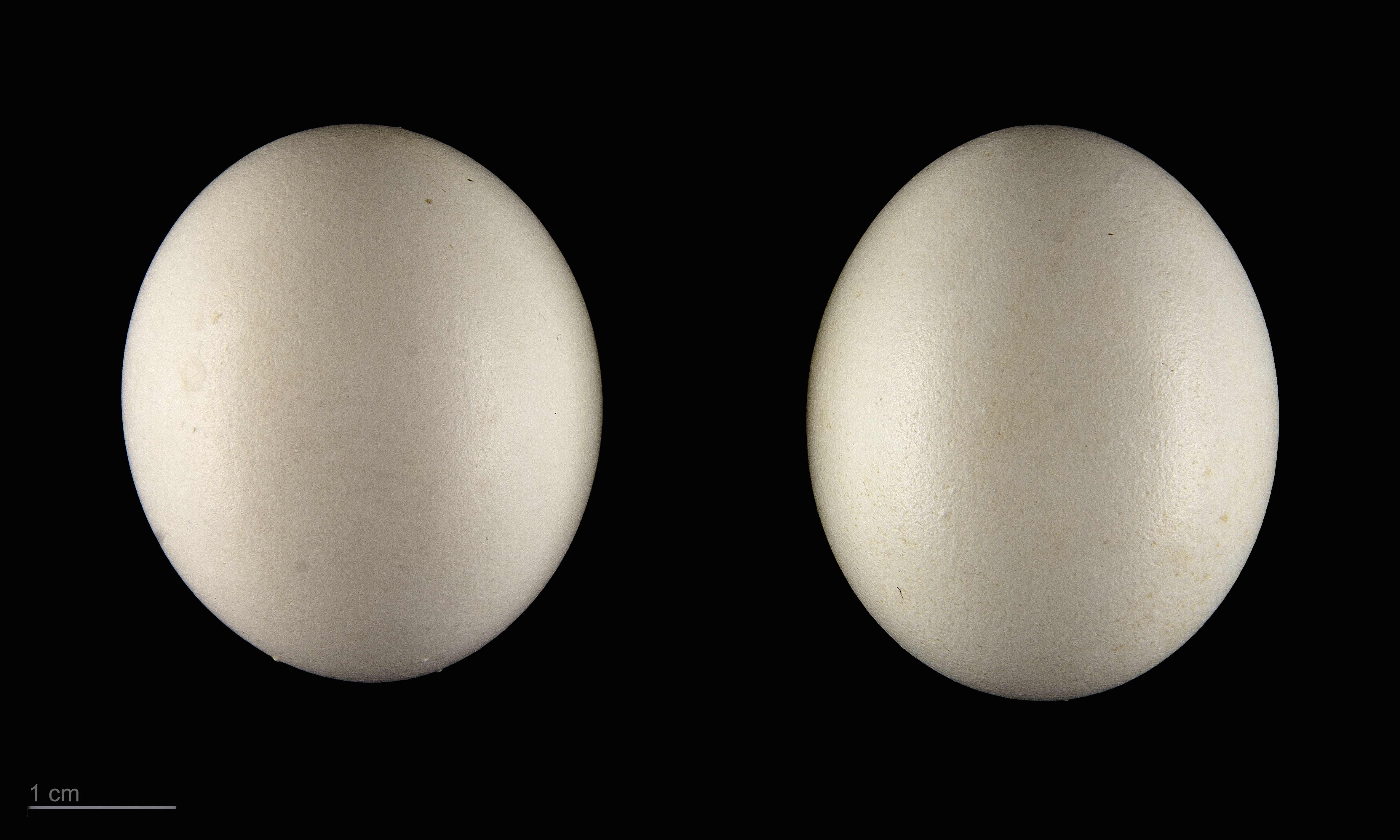
Athene noctua vidalii